# Раунд-Маунтен (Техас)
Раунд-Маунтен (англ. Round Mountain) — місто (англ. town) в США, в окрузі Бланко штату Техас. Населення — 101 особа (2020).

## Географія
Раунд-Маунтен розташований за координатами 30°23′40″ пн. ш. 98°21′40″ зх. д. / 30.39444° пн. ш. 98.36111° зх. д. (30.394346, -98.361174).  За даними Бюро перепису населення США в 2010 році місто мало площу 5,97 км², з яких 5,97 км² — суходіл та 0,00 км² — водойми.

## Демографія
Згідно з переписом 2010 року, у місті мешкала 181 особа в 82 домогосподарствах у складі 51 родини. Густота населення становила 30 осіб/км².  Було 109 помешкань (18/км²).
Расовий склад населення:
| - 88,4 % — білих - 2,8 % — азіатів - 1,7 % — чорних або афроамериканців - 1,1 % — корінних американців - 3,9 % — осіб інших рас |

До двох чи більше рас належало 2,2 %. Частка іспаномовних становила 11,6 % від усіх жителів.
За віковим діапазоном населення розподілялося таким чином: 12,7 % — особи молодші 18 років, 72,9 % — особи у віці 18—64 років, 14,4 % — особи у віці 65 років та старші. Медіана віку мешканця становила 50,4 року. На 100 осіб жіночої статі у місті припадало 115,5 чоловіків;  на 100 жінок у віці від 18 років та старших — 113,5 чоловіків також старших 18 років.
Середній дохід на одне домашнє господарство  становив 56 936 доларів США (медіана — 50 795), а середній дохід на одну сім'ю — 70 247 доларів (медіана — 71 563). За межею бідності перебувало 18,1 % осіб, у тому числі 35,5 % дітей у віці до 18 років та 0,0 % осіб у віці 65 років та старших.
Цивільне працевлаштоване населення становило 96 осіб. Основні галузі зайнятості: освіта, охорона здоров'я та соціальна допомога — 34,4 %, будівництво — 19,8 %, мистецтво, розваги та відпочинок — 15,6 %, роздрібна торгівля — 11,5 %.